# Łysa Góra (rejon miński)
Łysa Góra (biał. Лысая Гара, ros. Лысая Гора) – wieś na Białorusi, w obwodzie mińskim, w rejonie mińskim, w sielsowiecie Józefowo.
W pobliżu wsi znajduje się wzgórze Łysa Góra – drugi pod względem wysokości szczyt na Białorusi.
Dawniej folwark. W czasach Rzeczypospolitej ziemie te leżały w województwie mińskim. Odpadły od Polski w wyniku II rozbioru. W granicach Rosji wieś należała do ujezdu mińskiego w guberni mińskiej.
Do 1863 własność Piotrowiczów, którym w ramach represji popowstaniowych rząd carski skonfiskował dobra.
Ponownie pod polską administracją w latach 1919–1920 w okręgu mińskim Zarządu Cywilnego Ziem Wschodnich.